# Bruine drongovliegenvanger
De bruine drongovliegenvanger (Melaenornis chocolatinus; synoniem: Dioptrornis chocolatinus) is een zangvogel uit de familie Muscicapidae (vliegenvangers).

## Verspreiding en leefgebied
Deze soort telt 2 ondersoorten:
- M. c. chocolatinus: Eritrea en noordelijk en centraal Ethiopië.
- M. c. reichenowi: westelijk Ethiopië.